# Lyropteryx apollonia
Lyropteryx apollonia är en fjärilsart som beskrevs av John Obadiah Westwood 1851. Lyropteryx apollonia ingår i släktet Lyropteryx och familjen Riodinidae. Inga underarter finns listade i Catalogue of Life.

## Bildgalleri

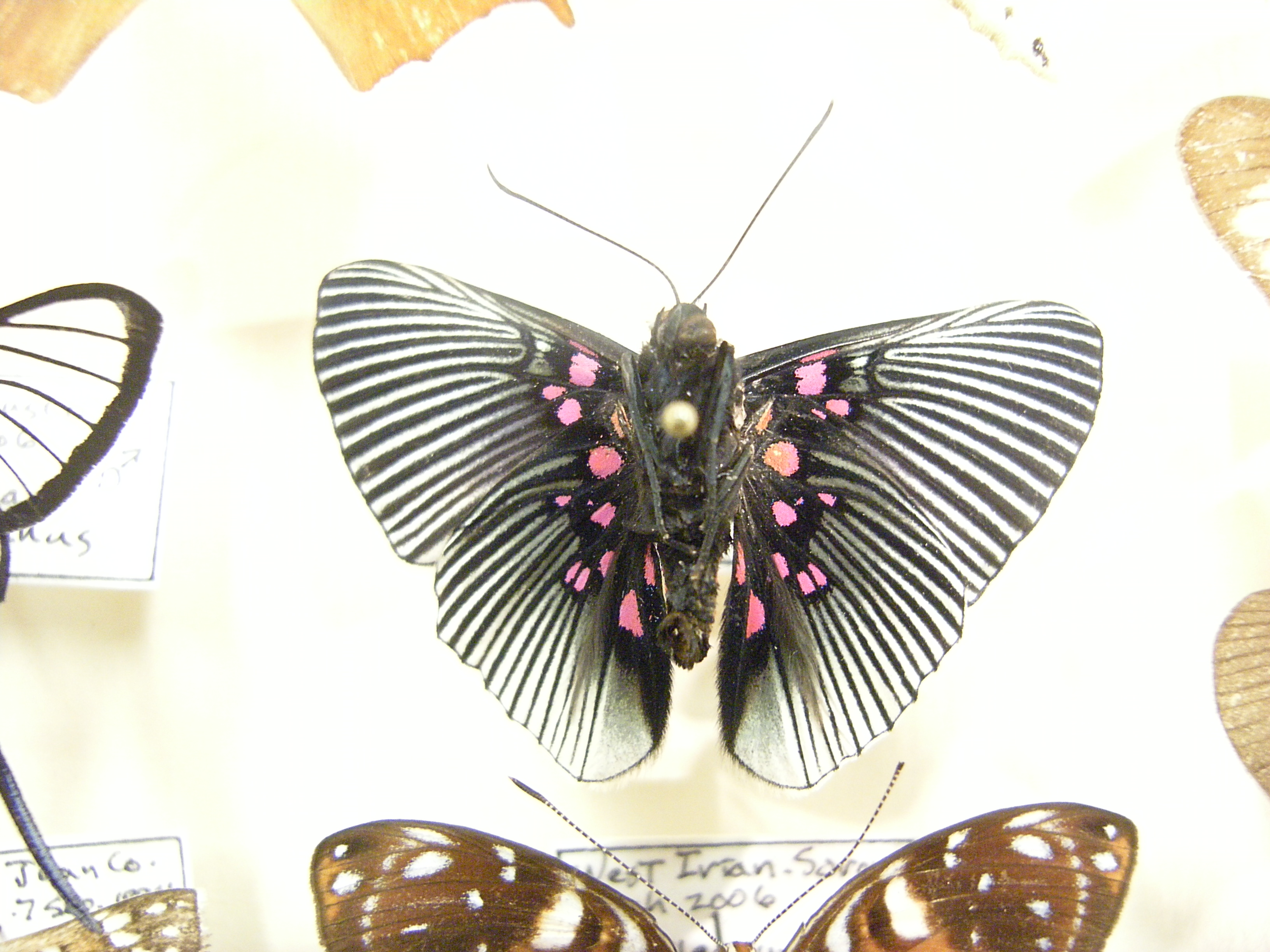
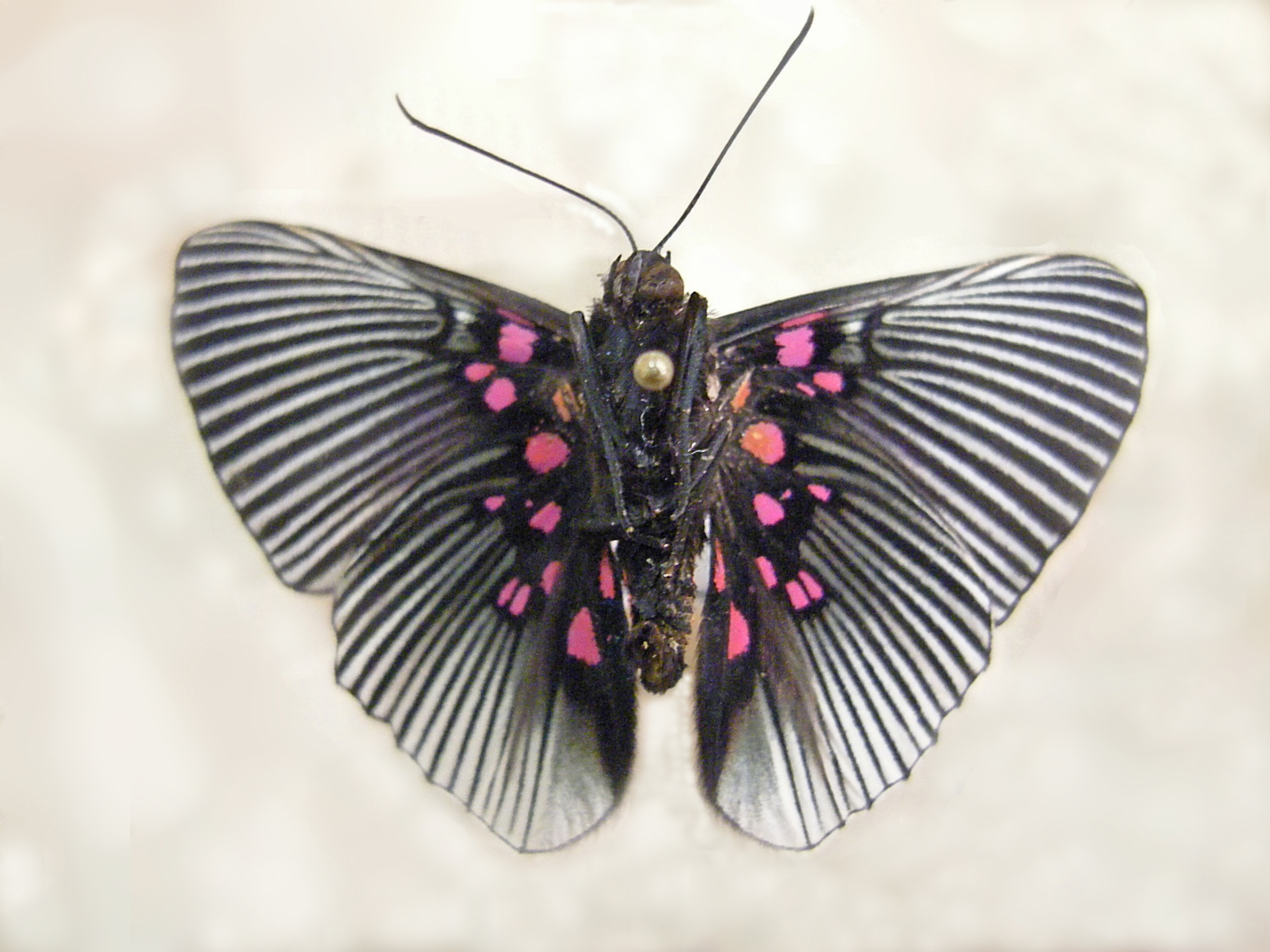